# 蕭邦藝術會館
蕭邦藝術會館，是一棟位於桃園市桃園區桃園車站商圈附近的自用住宅大樓，由「蕭邦投資有限公司」負責人蕭輔旺出資興建，為狹窄形街屋建築，建物外觀與內裝設計混雜著巴洛克、哥德式等奢華古典的歐洲宮廷建築元素，因造型繁複多樣而備受矚目，其獨特的外觀設計被媒體及網路社群訛稱為「桃園怪怪屋」或「桃園惡魔城」等異稱。

## 概要
這棟建築興建於2010年2月，工程基地位於桃園市桃園區復興路115號，為時任桃園市政府警察局桃園分局警友辦事處副主任蕭輔旺以其不動產投資客及學設計出身的背景出資興建的個人辦公室暨招待所，他同時將自己成立的私人企業「蕭邦投資有限公司」總部登記在此。2014年11月18日，取得合格建照。興建工程耗費達數億，工期也不斷因為建物繁複、混雜且特殊的雕樑設計而延宕，外觀有各種歐洲古典建築上的鬼怪雕像、天使或女神、力士等石雕藝術品。建物使用的混凝土堅硬達6千磅，是一般大樓的兩倍，普通榔頭、釘槍無法於該建物的牆面施作，加上屋主力求完美、未達標準便會要求工匠重新施作。2017年時該建物工程已進行了七年半仍未完工，開始為社會各界所關注，在美國論壇「Reddit」成為熱門討論話題，獲各大新聞媒體報導。

## 空間規劃
該建物面積136.16平方公尺、基地面積179平方公尺，樓高十層，每層樓地坪面積約50坪，全棟共八戶。屋內所有裝飾、家具皆國外工匠師手工打造再逐一組裝，歐洲風格的雕塑同為工匠翻模打造的作品。內部空間以大理石和花崗石、金屬浮雕花壁板及實心胡桃木、柚木為裝潢材料，涵蓋一層地下室和地上七層樓用於辦公室和招待所，第八樓到第十樓則是特別挑高設計的空間，預定作為不作任何用途使用的觀景樓，全棟建物外觀以粉色花崗岩打造。

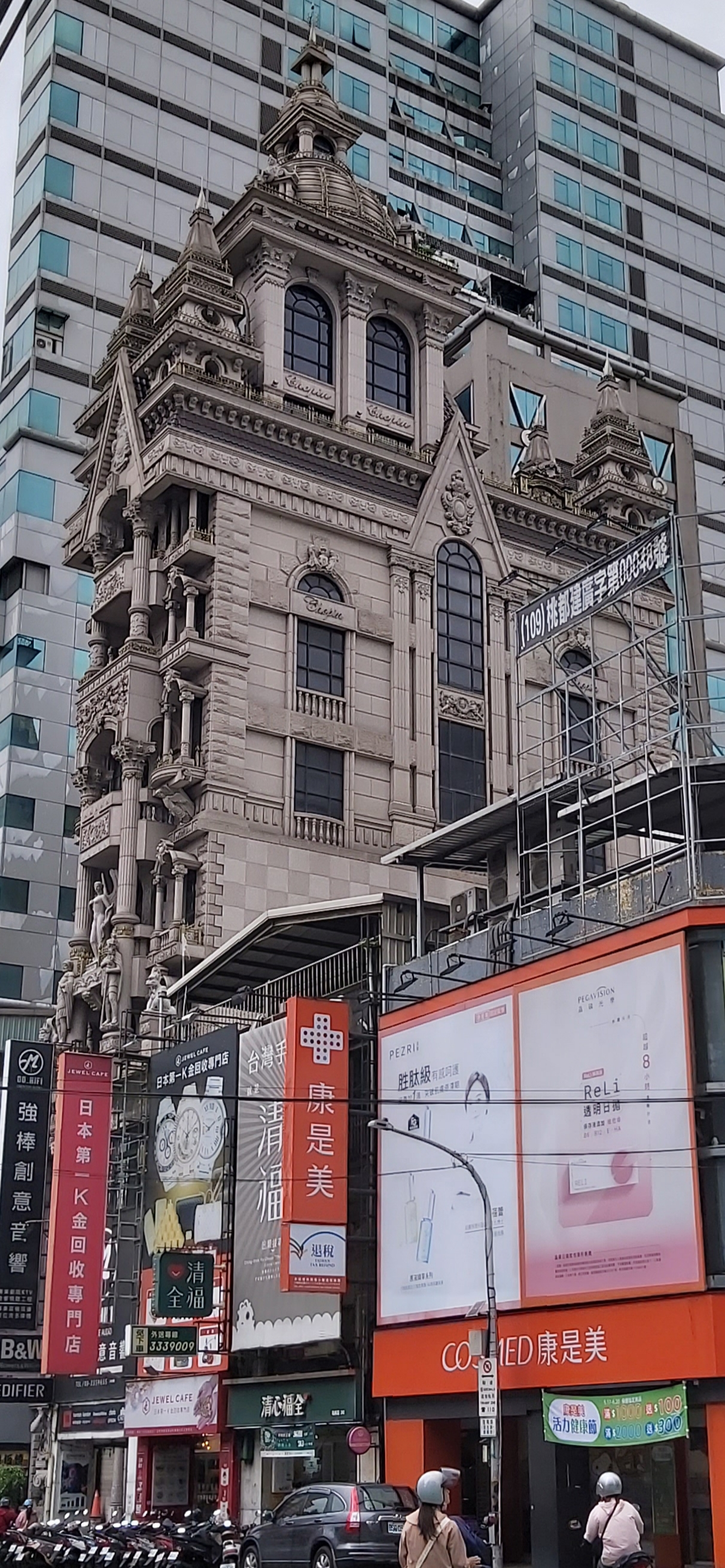
側面
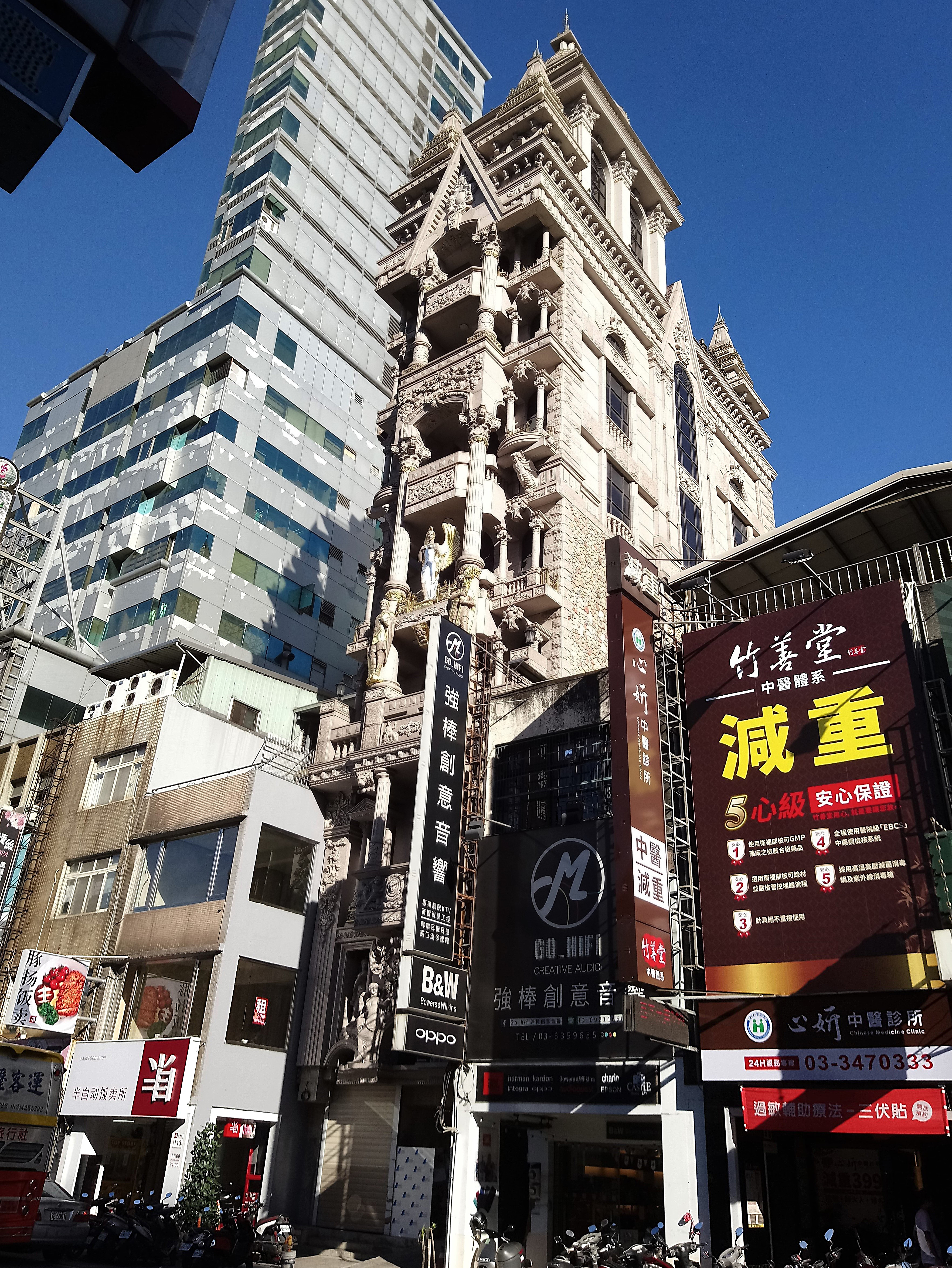
2018年的樣態
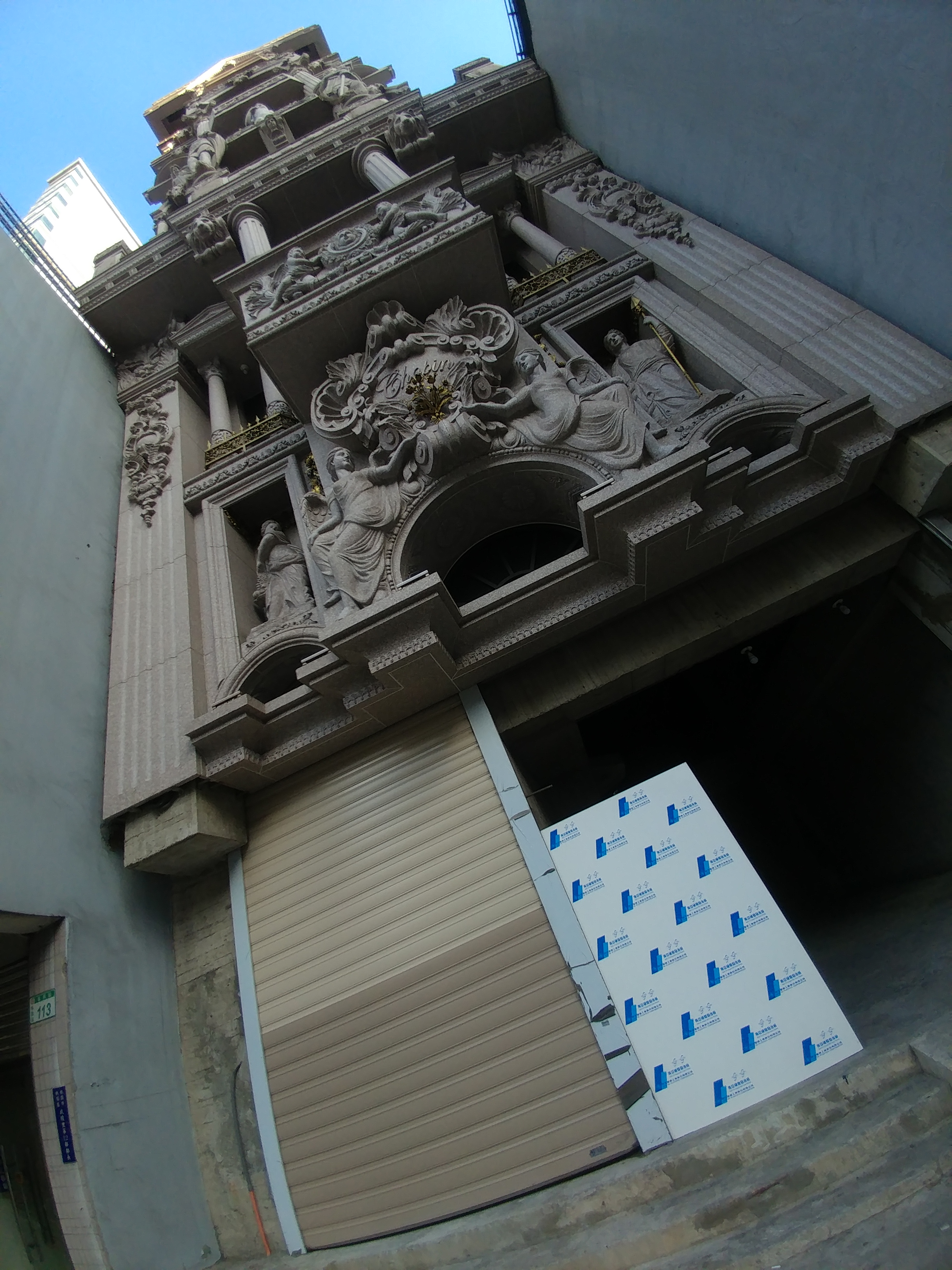
入口上方的雕飾
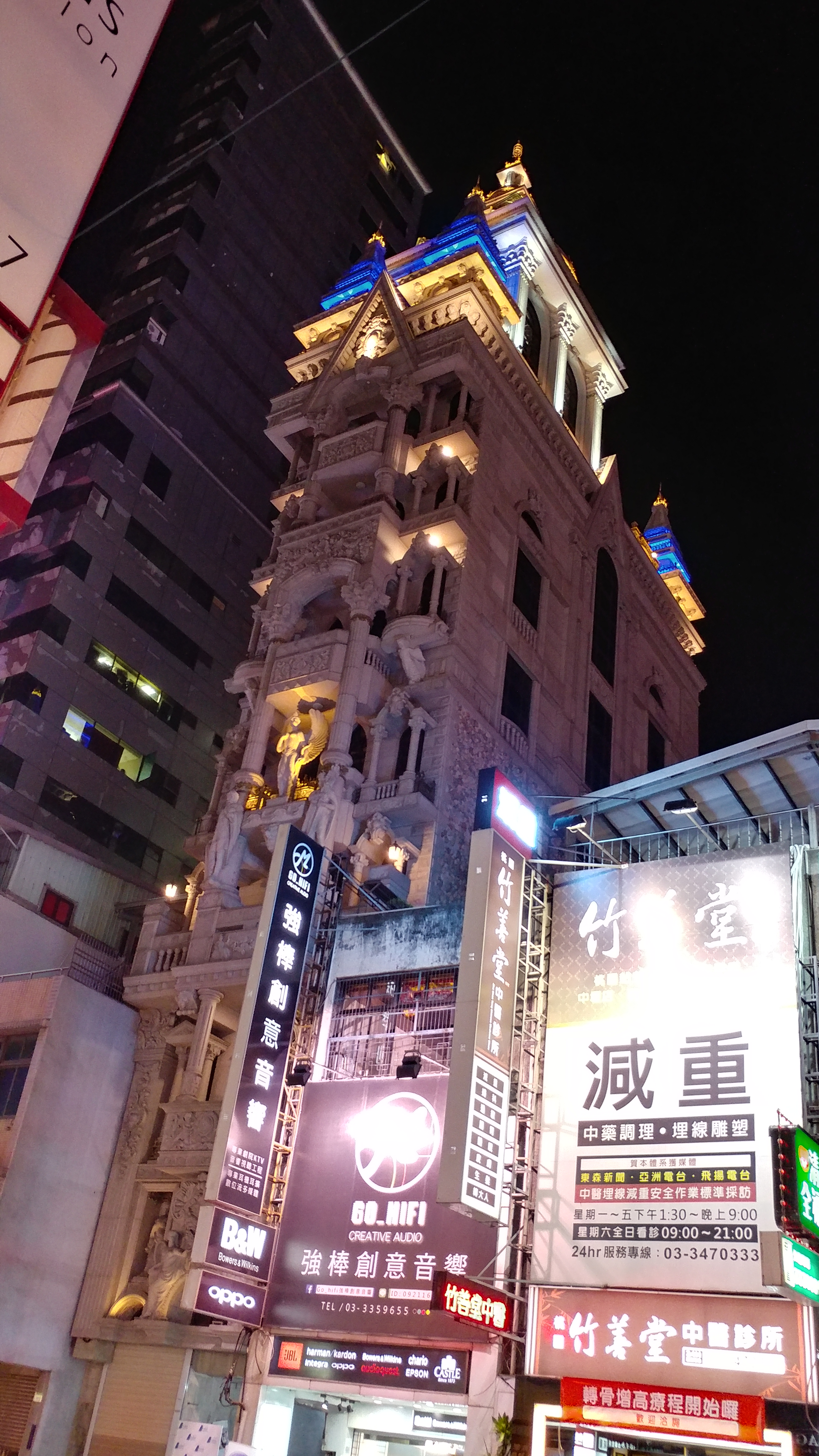
夜景